# Eusandalum coquillettii
Eusandalum coquillettii is een vliesvleugelig insect uit de familie Eupelmidae. De wetenschappelijke naam is voor het eerst geldig gepubliceerd in 1896 door William Harris Ashmead als Ratzeburgia coquillettii. De soort komt voor in Californië en is genoemd naar de entomoloog Daniel William Coquillett.